# Pogorzelec (gmina)
Pogorzelec – dawna gmina wiejska istniejąca w XIX wieku w guberni warszawskiej. Siedzibą władz gminy był Pogorzelec.
Za Królestwa Polskiego gmina Pogorzelec należała do powiatu radzymińskiego w guberni warszawskiej. Gmina została zniesiona postanowieniem z 29 grudnia 1867, obowiązującym od 10 stycznia 1868, a Pogorzelec włączono do gminy Jadów.